# Muskegon (Michigan)
Muskegon város USA Michigan államában, Muskegon megyében, melynek megyeszékhelye is. Lakosainak száma 38 318 fő (2020. április 1.).

## Népesség
A település népességének változása:
| Lakosok száma | 1450 | 38 401 | 38 318 |
|               | 1860 | 2010   | 2020   |